# Viva Zapata !
Pour les articles homonymes, voir Zapata.
Ne doit pas être confondu avec Que viva Guevara.
Pour plus de détails, voir Fiche technique et Distribution.
Viva Zapata ! est un film américain réalisé par Elia Kazan, sorti en 1952.
Écrit par John Steinbeck et produit par Darryl F. Zanuck, le film relate de façon romancée les dix dernières années de la vie d'Emiliano Zapata.
Marlon Brando, après avoir connu le succès dans Un tramway nommé Désir, prête ses traits au révolutionnaire mexicain. Anthony Quinn, Oscar du meilleur second rôle pour ce film, joue le rôle du frère de Zapata. Viva Zapata ! permettra à Brando d'obtenir le prix d'interprétation à Cannes. Zapata est ici dépeint comme un chef rebelle incorruptible, guidé par son seul et constant désir de rendre leur terre aux paysans spoliés, oubliant son intérêt personnel. Steinbeck, nommé à l'Oscar du meilleur scénario, mène une réflexion sur le pouvoir (politique, militaire) qui corrompt les hommes, Zapata excepté.

## Synopsis
En 1909, Porfirio Díaz est à la tête du Mexique depuis 34 ans. Un groupe de paysans du Morelos est spolié de ses terres par des propriétaires terriens, exploitants de canne à sucre. Devant la condescendance du dictateur et son refus d'intervenir, Emiliano Zapata, aidé de son ami Pancho Villa (Alan Reed) et de son frère Eufemio (Anthony Quinn), décide de prendre la tête de la révolte et de faire triompher le droit des paysans.

## Fiche technique
- Titre original : Viva Zapata!
- Titre français : Viva Zapata !
- Réalisation : Elia Kazan
- Scénario : John Steinbeck ; Edgecumb Pinchon (non crédité, qui avait publié en 1933 une biographie du révolutionnaire mexicain Pancho Villa intitulée : "Viva Villa! A recovery of the real Pancho Villa, peon, bandit, soldier, patriot)
- Costumes : Travilla
- Image : Joseph MacDonald
- Montage : Barbara McLean
- Musique : Alex North
- Production : Darryl F. Zanuck
- Société de production : 20th Century Fox
- Société de distribution : 20th Century Studios
- Pays de production :  États-Unis
- Langue : anglais, espagnol
- Format :
- Durée : 113 minutes
- Date de sortie :
  - États-Unis : 7 février 1952
- Affiches : Boris Grinsson, Roger Soubie (France), Enzo Nistri (Italie)

## Distribution

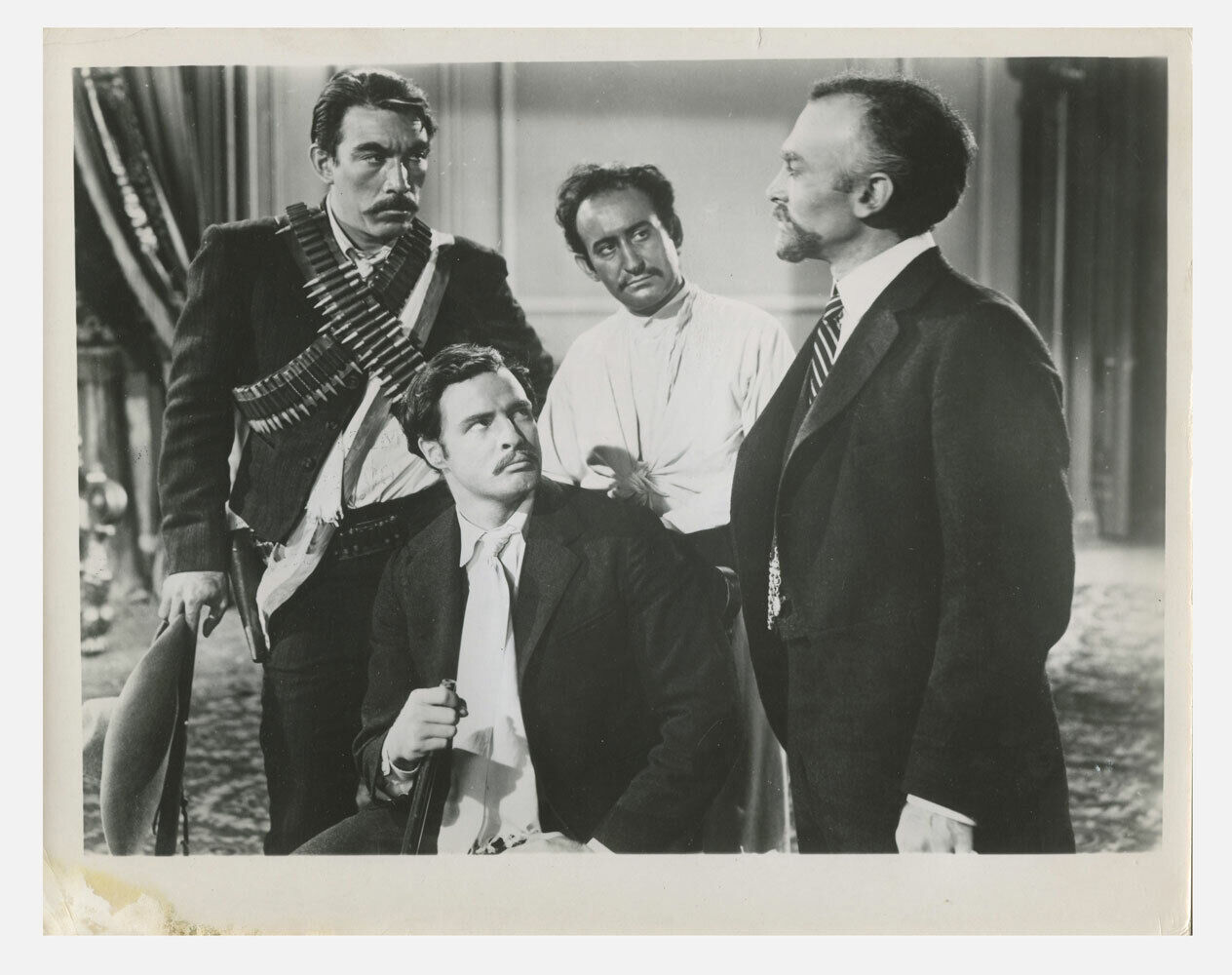
Marlon Brando, Anthony Quinn, Lou Gilbert et Harold Gordon dans une scène du film.

- Marlon Brando (VF : Jean Martinelli) : Emiliano Zapata
- Jean Peters (VF : Claire Guibert) : Josefa Zapata
- Anthony Quinn (VF : Jacques Erwin) : Eufemio Zapata
- Joseph Wiseman (VF : Lucien Bryonne) : Fernando Aguirre
- Arnold Moss (VF : André Lorière) : Don Nacio
- Alan Reed (VF : Pierre Morin) : Pancho Villa
- Margo : Soldadera
- Harold Gordon (VF : Henri Ebstein) : Francisco Madero
- Lou Gilbert (VF : Jean Berton) : Pablo
- Frank Silvera (VF : Jean Toulout) : Victoriano Huerta
- Florenz Ames (VF : Paul Villé) : Señor Espejo
- Richard Garrick (VF : Maurice Pierrat) : le vieux général
- Fay Roope (VF : Jacques Berlioz) : le président Porfirio Díaz
- Mildred Dunnock : Señora Espejo
- Henry Silva (VF : Jean Violette) : Hernandez

Acteurs non crédités :
- Rico Alaniz : un garde
- Alex Montoya : un paysan
- Nestor Paiva (VF : Richard Francœur) : le nouveau général
- Abner Biberman (VF : Claude Bertrand) : le capitaine commandant le fort
- Edward Colmans (VF : Jacques Ferreol) : le secrétaire du président Díaz
- Ric Roman (VF : Claude Bertrand) : Clem, le régisseur de Don Nacio
- Florenz Ames (VF : Paul Villé) : Señor Espejo
- Larry Duran

## Tournage
Lors du tournage, Brando ne comprit pas pourquoi Anthony Quinn était distant avec lui. Il s'avère que le réalisateur, Elia Kazan, avait laissé entendre à Anthony Quinn que Brando tenait des propos malveillants à son sujet. Le metteur en scène semble avoir considéré que créer un conflit entre les deux acteurs ferait mieux apparaître à l'écran la rivalité entre les frères Zapata. Il a toutefois oublié de rétablir la vérité à la fin du tournage et les deux hommes restèrent en froid quelques années durant.

## Distinctions

### France
Le film a été présenté en sélection officielle en compétition au Festival de Cannes 1952. Marlon Brando y remporte le Prix d'interprétation masculine 1952.

### Royaume-Uni
Marlon Brando remporte le British Academy Film Award du meilleur acteur 1953.

### USA
Anthony Quinn remporte l'Oscar du meilleur acteur dans un second rôle 1953.

## Galerie

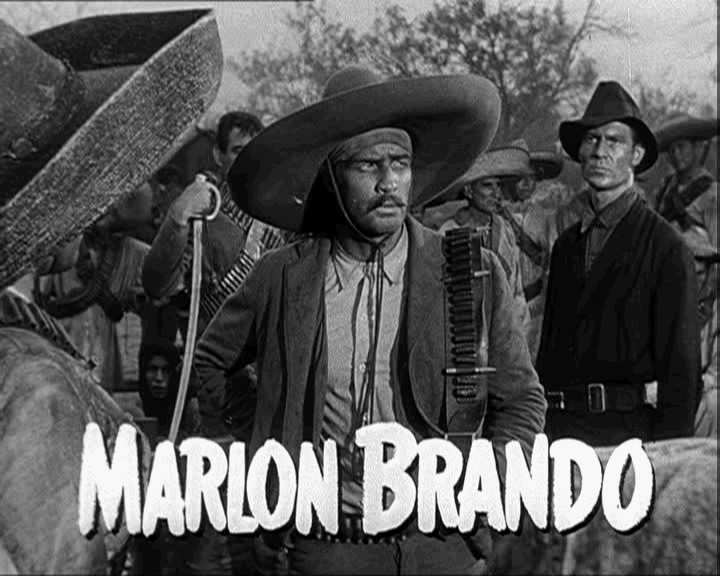
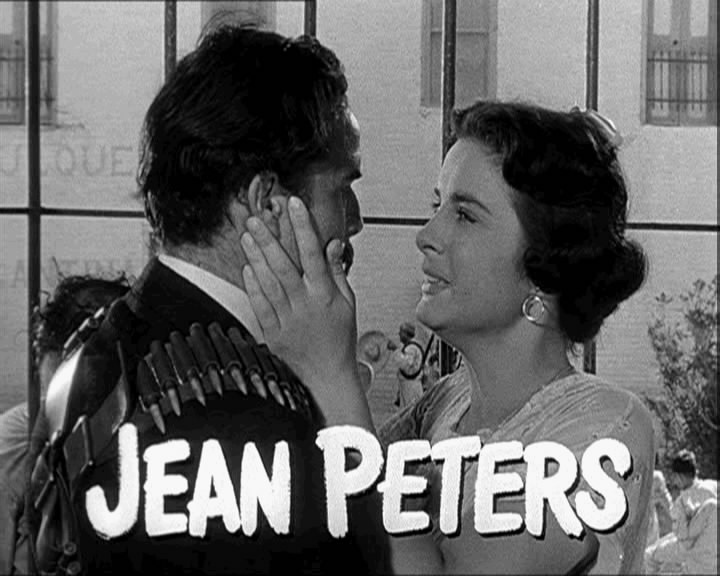
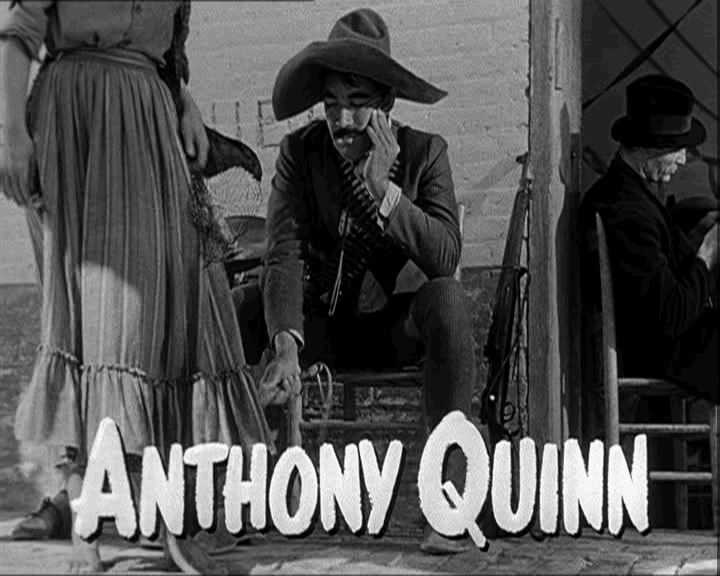
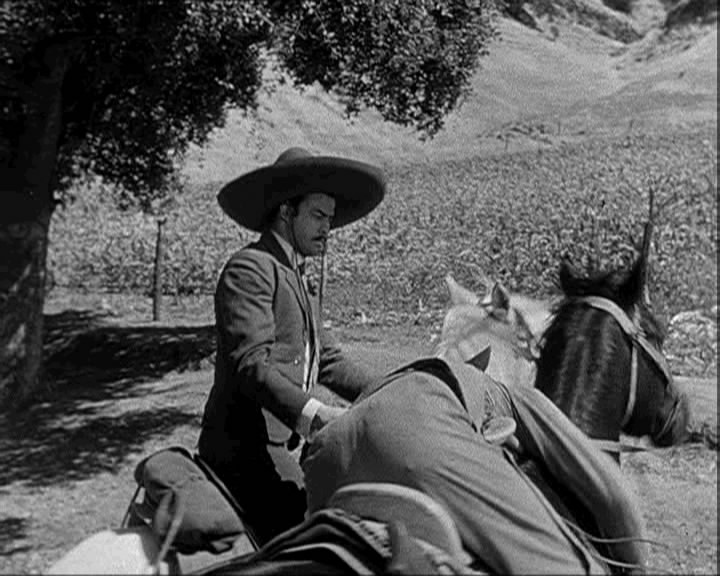
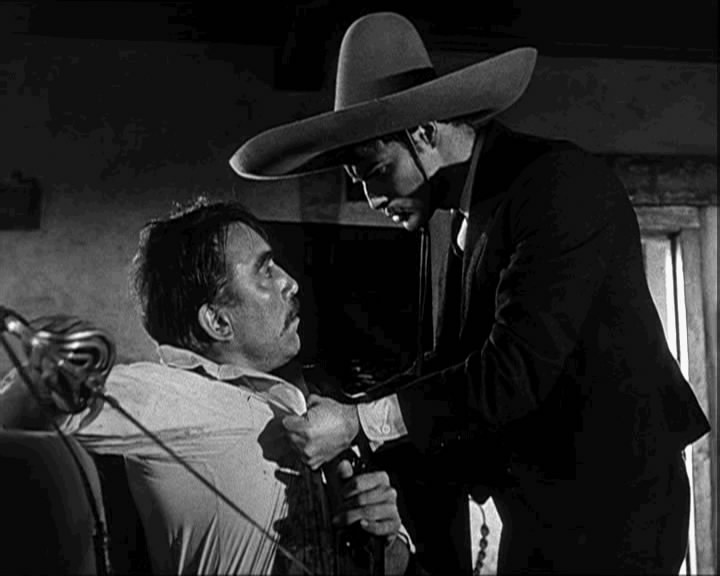

## Citations
- Zapata (Marlon Brando) : « Vous voulez des chefs sans défauts, ça n'existe pas. Un chef est comme tout le monde. Il change ! Il abandonne ! Il meurt ! Il n'y a pas de chefs en dehors de vous. Un peuple fort est la seule force durable. »

Note : Cette citation n'est pas d'Emiliano Zapata mais a été écrite pour les besoins du film.